# Jean-Nicolas Céré
Pour les articles homonymes, voir Céré.
Jean-Nicolas Céré est un botaniste et agronome français, né le 20 août 1738 à Pamplemousses, à l'île de France, et mort le 2 mai 1810 au même endroit.

## Biographie
Jean-Nicolas Céré est le fils de François-Toussaint Céré, officier de marine cité par Bertrand-François Mahé de La Bourdonnais dans ses Mémoires.
Il est envoyé en France à l'âge de cinq ans, car son père, capitaine de vaisseau, venait de mourir à la Martinique. Il arrive à Brest et devient ensuite élève au collège de Vannes puis complète ses études à Paris.
En 1757, il fait deux campagnes sous les ordres du comte Anne Antoine d'Aché et est nommé officier. Puis, en 1759, il se fixe à l'île de France, où son père lui avait laissé une fortune considérable. Il devient collaborateur de Pierre Poivre quand celui-ci est nommé en 1766 intendant des îles de France et de Bourbon, et l'instruit de tous les détails de la culture et du commerce de ce pays.

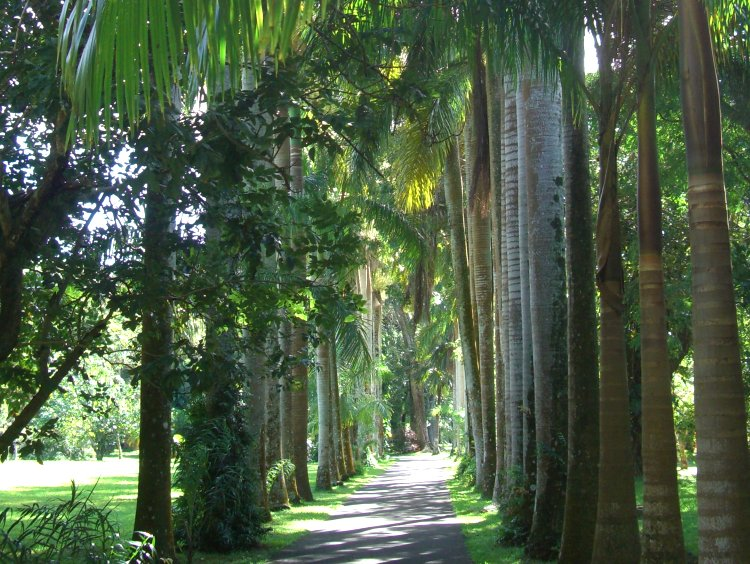
Vue d'une allée du jardin botanique de Pamplemousses.

Lorsque Poivre quitte l'île en 1772, son successeur néglige les plantations et tout aurait péri, si Jean-Nicolas Céré, nommé, en 1775, directeur du jardin royal de Pamplemousses, n'avait opposé la plus ferme résistance à ceux qui en méconnaissaient l'utilité.
Il développe à ses propres frais des pépinières de poivriers, de girofliers, de canneliers, de muscadiers, et après les avoir multipliés dans les îles de France et de Bourbon, il en envoie des plants aux Antilles et à Cayenne. Il s’occupe aussi d'acclimater les plantes et les arbres de l'Amérique, de l'Inde et de la Chine, les fruits et les légumes de l'Europe.
Il entretient des relations suivies avec de nombreux savants comme Buffon, Daubenton et Thouin. Il reçoit en 1787-1788 Franz Boos, botaniste envoyé par la Cour impériale d'Autriche qui vient travailler avec lui et en 1788-1789, Joseph Martin, envoyé de Thouin. Céré adresse des mémoires à Société Royale d'Agriculture de la Généralité de Paris, qui lui décerne en 1788 une médaille d'or. Napoléon lui confirmera plus tard son titre de directeur du jardin botanique.
Il accueille en 1795 le botaniste La Billardière à peine libéré des Hollandais, après l'échec de l'expédition d'Entrecasteaux. La Billardière note que le cocotier de mer (Lodoicea maldivica), endémique de l'île de Praslin, est cultivé au jardin de Pamplemousses, où il a été planté en 1769. Ce cocotier possède la graine la plus grosse du monde et a été découvert par l'expédition Dufresne en 1768-1769. La Billardière a l'intention d'acclimater l'arbre à pain découvert à l'île de Tonga par lui et Félix Delahaye. Ce dernier se trouvait alors à Java avec des graines de cette plante en attendant de les faire parvenir à Pamplemousses.
Céré a introduit une espèce de poisson, le gourami originaire d'Inde que l'on trouve dans les bassins de Pamplemousses et aurait développé un système d'observations permettant de prévoir les cyclones tropicaux sur l'île.
Il est enterré au cimetière de Pamplemousses.

## Mariage et descendance
Il épouse à l'île de France le 27 janvier 1763, Marie Bernardine de La Roche du Ronzet, d’où deux fils et cinq filles, dont :
- Jean-Auguste Céré (17 mai 1764 - 18 novembre 1831) qui lui succède comme directeur du jardin
- Constance-Joséphine (19 juillet 1769 - 23 juin 1842) qui épouse César Louis Marie François Ange d'Houdetot d'où leur petit-fils l'historien César Lecat de Bazancourt.

## Hommage

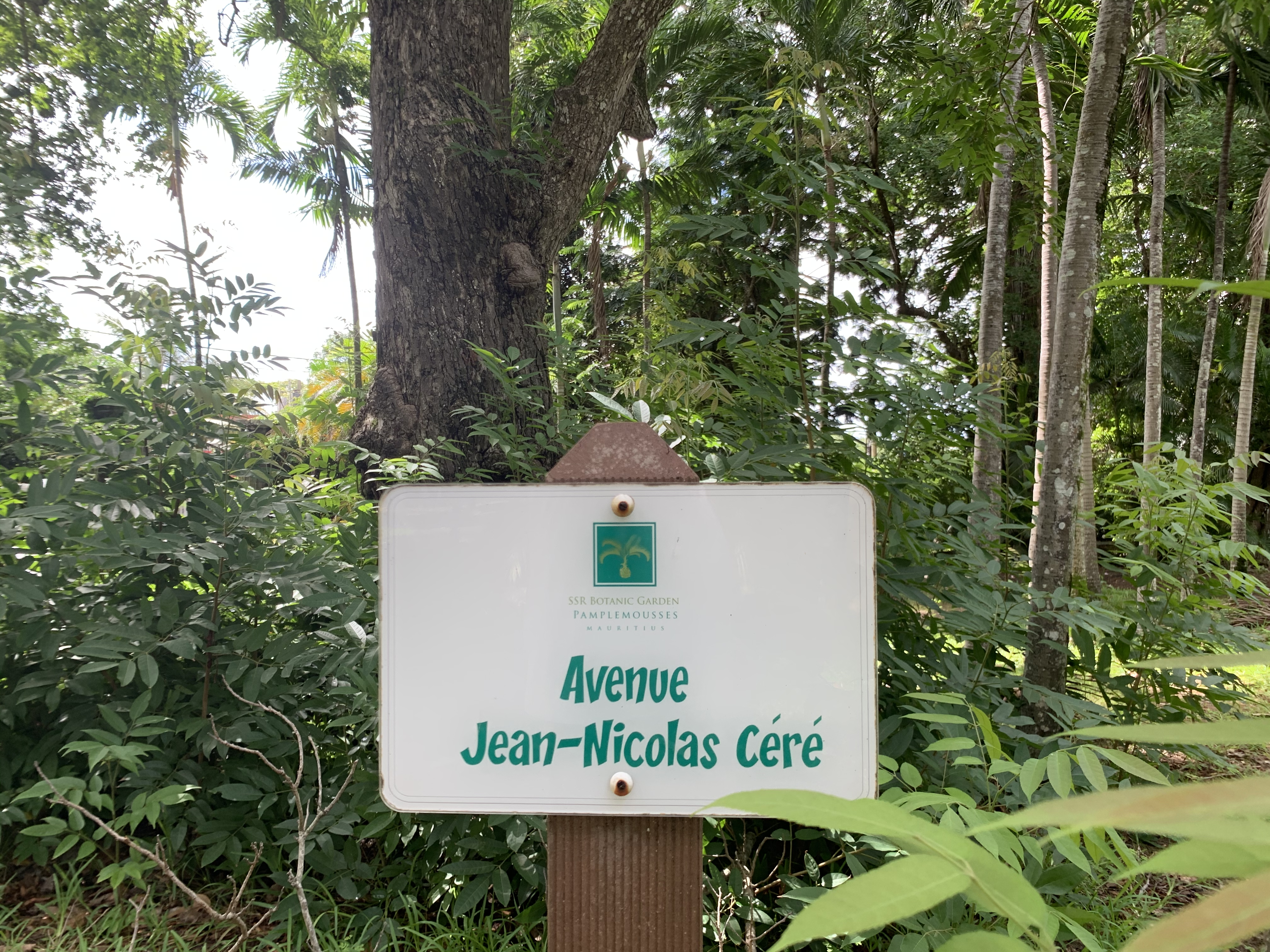
Plaque « Avenue Jean-Nicolas Céré » Jardin botanique Sir Seewoosagur Ramgoolam.

Une avenue du Jardin de Pamplemousses, devenu Jardin botanique Sir Seewoosagur Ramgoolam, commémore son nom.